# Platylabus uranius
Platylabus uranius är en stekelart som först beskrevs av Johan Wilhelm Dalman 1823.  Platylabus uranius ingår i släktet Platylabus och familjen brokparasitsteklar. Arten är reproducerande i Sverige.

## Underarter
Arten delas in i följande underarter:
- P. u. viridis
- P. u. birmanicus